# Bobby Thomas
Bobby Craig Thomas (Chester, 30 gennaio 2001) è un calciatore inglese, difensore del Coventry City.

## Caratteristiche tecniche
È un difensore centrale.

## Carriera
Thomas è cresciuto nel settore giovanile del Burnley, con cui ha firmato il suo primo contratto professionistico il 6 marzo 2019; ha debuttato in prima squadra il 23 settembre 2020 giocando titolare l'incontro di Coppa di Lega vinto 2-0 contro il Millwall ed il 22 gennaio 2021 è passato in prestito al Barrow, nella quarta divisione inglese. Rientrato ai Clarets, il 6 settembre 2021 ha rinnovato il contratto fino al 2024 ed ha trascorso la stagione 2021-2022 con la prima squadra senza tuttavia riuscire a disputare alcun incontro.
Il 1º settembre 2022 è passato in prestito ai Bristol Rovers, club della terza divisione inglese, ma nel mercato invernale del 2023 dopo 3 reti in 19 partite di campionato disputate il trasferimento è stato interrotto, con il giocatore che è stato ceduto con la stessa formula al Barnsley fino a giugno 2023; con il club biancorosso realizza altre 3 reti in 22 presenze in terza divisione, giocando poi anche tre partite nei play-off.
Il 22 luglio 2023 è stato ceduto a titolo definitivo al Coventry City, club della seconda divisione inglese, con il quale ha firmato un contratto quadriennale.

## Statistiche

### Presenze e reti nei club
Statistiche aggiornate al 23 ottobre 2024.
| Stagione        | Squadra         | Campionato      | Campionato | Campionato | Coppe nazionali | Coppe nazionali | Coppe nazionali | Coppe continentali | Coppe continentali | Coppe continentali | Altre coppe | Altre coppe | Altre coppe | Totale | Totale | Totale |
| Stagione        | Squadra         | Comp            | Pres       | Reti       | Comp            | Pres            | Reti            | Comp               | Pres               | Reti               | Comp        | Pres        | Reti        | Pres   | Reti   |        |
| --------------- | --------------- | --------------- | ---------- | ---------- | --------------- | --------------- | --------------- | ------------------ | ------------------ | ------------------ | ----------- | ----------- | ----------- | ------ | ------ | ------ |
| 2020-gen. 2021  | Burnley         | PL              | 0          | 0          | FACup+CdL       | 0+1             | 0               | -                  | -                  | -                  | -           | -           | -           | 1      | 0      |        |
| gen.-giu. 2021  | Barrow          | FL2             | 21         | 1          | FACup+CdL       | 0               | 0               | -                  | -                  | -                  | FLT         | 0           | 0           | 21     | 1      |        |
| 2021-2022       | Burnley         | PL              | 0          | 0          | FACup+CdL       | 0               | 0               | -                  | -                  | -                  | -           | -           | -           | 0      | 0      |        |
| 2022-gen. 2023  | Bristol Rovers  | FL1             | 19         | 3          | FACup+CdL       | 2+0             | 0               | -                  | -                  | -                  | FLT         | 5           | 0           | 26     | 3      |        |
| gen.-giu. 2023  | Barnsley        | FL1             | 25         | 3          | FACup+CdL       | 0               | 0               | -                  | -                  | -                  | FLT         | 0           | 0           | 25     | 3      |        |
| 2023-2024       | Coventry City   | FLC             | 44         | 2          | FACup+CdL       | 5+0             | 0               | -                  | -                  | -                  | -           | -           | -           | 49     | 2      |        |
| 2024-2025       | Coventry City   | FLC             | 8          | 0          | FACup+CdL       | 0+3             | 0               | -                  | -                  | -                  | -           | -           | -           | 11     | 0      |        |
| Totale carriera | Totale carriera | Totale carriera | 117        | 9          |                 | 11              | 0               |                    | -                  | -                  |             | 5           | 0           | 133    | 9      |        |